# Mistrzostwa Świata w Łucznictwie Polowym 1998
16. Mistrzostwa Świata w Łucznictwie Polowym odbyły się w dniach 3–9 sierpnia 1998 w Obergurgl (Austria). Zawodniczki i zawodnicy startowali w konkurencji łuków klasycznych, gołych oraz bloczkowych. 
Polacy nie startowali.

## Medaliści

### Kobiety
| Konkurencja:     | Złoto:                                                        | Srebro:                                                            | Brąz:                                                        |
| łuk klasyczny    | Sabine Mayrhofer                                              | Irene Franchini                                                    | Carole Ferriou                                               |
| łuk goły         | Trish Lovell                                                  | Odile Boussière                                                    | Jutta Schneider                                              |
| łuk bloczkowy    | Cathèrine Pellen                                              | Michelle Ragsdale                                                  | Becky Pearson                                                |
| zawody drużynowe | Francja · Odile Boussière · Carole Ferriou · Cathérine Pellen | Włochy · Fabiola Palazzini · Cristina Ioratti · Anna Maria Bianchi | Niemcy · Hedi Mittermaier · Ellen Spranger · Jutta Schneider |

### Mężczyźni
| Konkurencja:     | Złoto:                                                         | Srebro:                                                      | Brąz:                                                        |
| łuk klasyczny    | Jon Shales                                                     | Michele Frangilli                                            | Geert Van Berkel                                             |
| łuk goły         | Erik Jonsson                                                   | Matthias Larsson                                             | Marjan Podrzaj                                               |
| łuk bloczkowy    | Peter Andersson                                                | Dave Cousins                                                 | Niels Badur                                                  |
| zawody drużynowe | Francja · Jean-Paul Laury · Karl Blondeau · Christophe Clement | Wielka Brytania · Gary Kinghom · Jon Shales · Peter Mulligan | Szwecja · Göran Bjerendal · Morgan Lundin · Matthias Larsson |

## Klasyfikacja medalowa
| Lp. | Państwo           | Złoto | Srebro | Brąz | Razem |
| 1.  | Francja           | 3     | 1      | 1    | 5     |
| 2.  | Szwecja           | 2     | 1      | 1    | 4     |
| 3.  | Wielka Brytania   | 2     | 1      | 0    | 3     |
| 4.  | Austria           | 1     | 0      | 0    | 1     |
| 5.  | Włochy            | 0     | 3      | 0    | 3     |
| 6.  | Stany Zjednoczone | 0     | 2      | 1    | 3     |
| 7.  | Niemcy            | 0     | 0      | 2    | 2     |
| 8.  | Dania             | 0     | 0      | 1    | 1     |
| 8.  | Holandia          | 0     | 0      | 1    | 1     |
| 8.  | Słowenia          | 0     | 0      | 1    | 1     |